# Drugi koncert za klavir i orkestar (Brams)
Drugi Klavirski Koncert, B - Dur, opus 83, Johanesa Bramsa

## Osnovna obeležja
Nastao je 1881. godine. U formalnom pogledu to je jedna proširena verzija Listovog četvorostavačnog klavirskog koncerta. Četiri stava ovog Koncerta, daju ukupno trajanje dela 48 minuta. Ali za razliku od tog Listovog Es-Dur Koncerta, Bramsov Drugi je u tematskom pogledu više pastoralan, nežniji je. Inspirisan je Bramsovim prolećnim putovanjem kroz Italiju, te je postao svojevrsni Koncert Prirode.

## Analiza dela
1. Prvi stav, Allegro non troppo, počinje karakterističnim signalom roga iza koga odmah klavir kao kadencu daje pastoralni odjek. Orkestar zatim razvija tematski materijal u pravu grupu tema, pri čemu se poletna druga grupa koleba između netipičnih f-mola i b-mola. No, uprkos tome, pastoralno raspoloženje preovladava stavom.
2. Drugi stav je, za klasični koncert netipično, jedan skerco, Allegro appassionato, po svom karakteru jedna igra noći, prava mrtvačka igra.
3. Treći stav je jedan mirni, idilični Andante, njegovu glavnu temu donosi violončelo i ona predstavlja obradu Bramsove pesme Sve je lakši moj san. U srednjem delu stava, sreće se citat pesme Vizija smrti.
4. Četvrti, finalni stav je rondo, Allegretto grazioso i u njemu glavnu reč vodi solista sa svojom skakutavom temom u stilu refrena. Ovoj se zatim suprotstavlja jedna mađarska folklorna tema i donose je drveni duvači, te se ovaj tematski materijal, prema završnici, razrađuje u dijalogu između soliste i orkestra.

## Izvođački aspekti i izvođači
Bramsov Drugi Klavirski Koncert, redovni je deo standardnog koncertnog repertoara i svi svetski poznati i priznati pijanisti, orkestri i dirigenti, redovno su ga izvodili i izvode. Poznati izvođači su sledeći:
- Vladimir Horovic-klavir i orkestar Njujorške Filharmonije, dirigent Bruno Valter.

- Mauricio Polini-klavir i orkestar Bečke Filharmonije, dirigent: Klaudio Abado.

- Dejan Sinadinović-klavir i orkestar Beogradske Filharmonije, dirigent: Angel Šurev.

- Dubravka Tomšič - Srebotnjak, klavir i Simfonijski Orkestar Radio Televizije Ljubljana. Dirigent: Anton Nanut.